# Neocorynura cribrita
Neocorynura cribrita är en biart som beskrevs av Smith-pardo 2005. Neocorynura cribrita ingår i släktet Neocorynura och familjen vägbin. Inga underarter finns listade i Catalogue of Life.